# Karshi Challenger 2010
Il Karshi Challenger 2010 è un torneo professionistico di tennis maschile giocato sul cemento, che faceva parte dell'ATP Challenger Tour 2010. Si è giocato a Qarshi in Uzbekistan dal 16 al 21 agosto 2010.

## Partecipanti

### Teste di serie
| Nazionalità | Giocatore          | Ranking* | Testa di serie |
| ----------- | ------------------ | -------- | -------------- |
| Slovenia    | Blaž Kavčič        | 155      | 1              |
| Russia      | Konstantin Kravčuk | 156      | 2              |
| Slovacchia  | Andrej Martin      | 287      | 3              |
| Slovacchia  | Marek Semjan       | 296      | 4              |
| Russia      | Andrej Kumancov    | 299      | 5              |
| Lettonia    | Andis Juška        | 313      | 6              |
| Rep. Ceca   | Jan Minář          | 316      | 7              |
| Spagna      | Carles Poch-Gradin | 323      | 8              |

- Ranking al 9 agosto 2010.

### Altri partecipanti
Giocatori che hanno ricevuto una wild card:
- Murad Inoyatov
- Temur Ismailov
- Abduvoris Saidmukhamedov
- Vaja Uzakov

Giocatori passati dalle qualificazioni:
- Samuel Groth
- Artem Smyrnov
- Vishnu Vardhan
- Michael Venus

## Campioni

### Singolare
Blaž Kavčič ha battuto in finale  Michael Venus con il punteggio di 7–6(6), 7–6(5)

### Doppio
Gong Maoxin /  Li Zhe hanno battuto in finale  Divij Sharan /  Vishnu Vardhan con il punteggio di 6–3, 6–1